# Герб Новоржева
Исторический герб города «Новорже́ва» — административного центра Новоржевского района Псковской области Российской Федерации.

## Описание герба
«В верхней части щита герб Псковский. В нижней — в золотом поле три волокна пеньки связанные, означающие изобилие сего произростания в окрестностях оного города».

## История герба
Исторический герб Новоржева был Высочайше утверждён 28 мая 1781 года императрицей Екатериной II вместе с другими гербами городов Псковского наместничества. (ПСЗРИ, 1781, Закон № 15162).
Подлинное описание герба города Новоржева гласило:

"Въ золотомъ полѣ три волокна пеньки связанныя, означающія изобиліе сего произростѣнія в окрестностяхъ онаго города." В верхней части щита — герб Пскова.

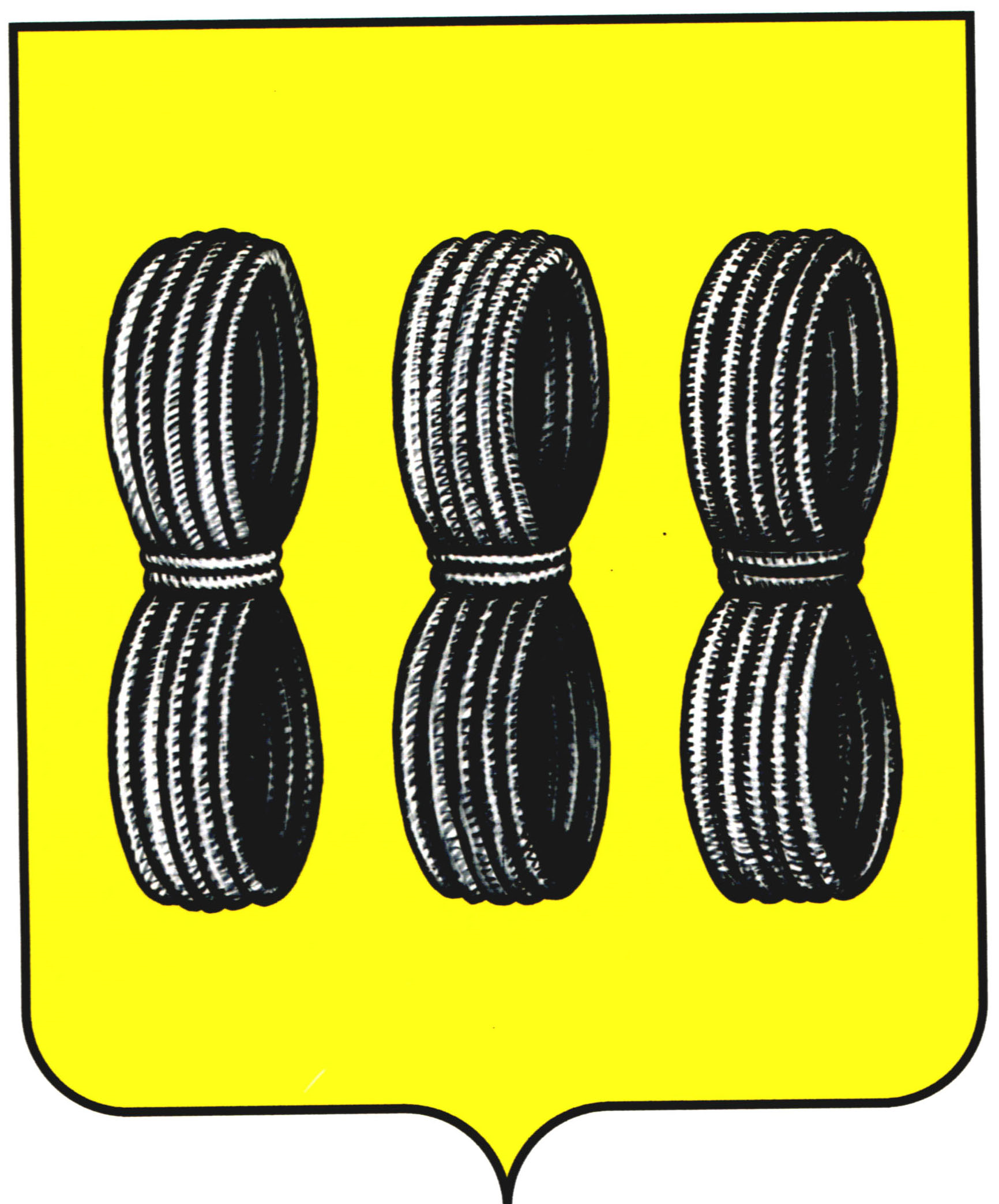
Герб Новоржевского района (2001 год)

В 1861 году, в период геральдической реформы Кёне, был разработан проект нового герба уездного города Новоржева (официально не утверждён):«Золотой щит, разделенный ромбоидально натянутыми черными канатами. В вольной части герб Псковской губернии. Щит увенчан серебряной стенчатой короной и окружён золотыми колосьями, соединёнными Александровской лентой».
В советский период исторический герб Новоржева (1781 года) не использовался.
12 июля 2001 года на основе исторического герба Новоржева был утверждён герб Новоржевского района.
Решение о возрождении или реконструкции исторического герба Новоржева в качестве официального символа Новоржевского городского поселения не принималось.